# Anders Paulsen
Anders Olof Paulsen (i riksdagen kallad Paulsen i Arlöv), född 12 september 1876 i Burlövs socken, död 6 augusti 1952 i Arlöv, var en svensk lantbrukare och politiker (socialdemokrat).
Anders Paulsen var son till lantbrukaren Anders Påhlsson. Efter avslutad skolgång arbetade han med jordbruk och tog 1893 värvning vid Södra skånska infanteriregementet samt avlade 1895 underofficersexamen. Efter att 1896 ha genomgått handelsskola i Malmö fick han anställning vid sockerfabriken i Arlöv, där han 1902–1916 var vågmästare. Från 1898 brukade han även en egen gård i Burlöv. Paulsen var flitigt aktiv inom Burlövs kommun. Han var kommunalordförande 1910–1915 samt ordförande i fattigvårdsstyrelsen 1910–1915 och 1919–1925. Han var även verksam inom jordbrukarnas sammanslutningar, bland annat som styrelseledamot i Skånes betodlares centralförening. 1921–1948 representerade han socialdemokraterna i riksdagens andra kammare. Han motionerade bland annat om effektivare utkrävande av försumliga familjeförsörjares underhållsbidrag samt om slopande av hemortsbestämmelserna och statens övertagande av fattigvårdskostnaderna. Som ledamot i bankoutskottet 1933–1948 deltog han bland annat i handeläggningen av pensionsfrågor och föreslog ofta själv statspensioner åt olika därav förtjänta personer. Paulsens tal kryddades ofta av en frodig humor, och han var en flitig och omtyckt folktalare.